# Zakarpatská oblast
Zakarpatská oblast (ukrajinsky Закарпатська область, rusínsky Закарпатьска область, maďarsky Kárpátontúli terület, v běžném úzu Kárpátalja tedy „Podkarpatí“), též zvaná Zakarpatská Ukrajina, je nejzápadnější oblast Ukrajiny, víceméně shodná s někdejší Podkarpatskou Rusí. Obyvatelé jsou převážně Ukrajinci a Rusíni, kteří hovoří rusínštinou; ukrajinskou administrativou jsou však považováni za Ukrajince. Významnou menšinou jsou Maďaři, tvořící asi osminu obyvatelstva a soustředění na jihozápadě u hranic s Maďarskem. Hlavním městem je Užhorod, sekundárním centrem Mukačevo. Kraj je turisticky dosti přitažlivý, především pro milovníky dobrodružnějších horských túr. Je to jediná ukrajinská oblast (a jeden z mála správních celků na světě), která sousedí se čtyřmi různými státy.

## Historie
Od 10. století až do počátku 20. století bylo území Zakarpatské oblasti součástí uherského království. V letech 1919/1920–1938 patřilo usnesením mírové smlouvy saint-germainské a trianonské meziválečnému Československu, roku 1938 bylo jihozápadní pohraničí připojeno k Maďarsku, které pak v letech 1939–1944 okupovalo celou oblast, než ji obsadil Sovětský svaz. Zakarpatská oblast v současné podobě byla ustavena 22. ledna 1946. 
Hranice Zakarpatské oblasti Ukrajiny se mírně liší od hranic Podkarpatské Rusi v rámci první československé republiky.  Město Čop a obce Ašvaň, Batva, Galoč, Komárovce, Malé Slemence, Palaď, Palov, Rátovce, Surty a Šalamúnová a Téglás nebyly součástí Podkarpatské Rusi, ale byly součástí Země Slovenské.

## Oblastní symboly

### Vlajka
Vlajka Zakarpatské oblasti je tvořena listem o poměru stran 2:3 se dvěma vodorovnými pruhy, modrým a žlutým (Ukrajinská vlajka). Při horním rohu je v modrém pruhu umístěn znak oblasti.

### Znak
Znak Zakarpatské oblasti je tvořen polceným štítem. V pravém, modrém poli jsou tři zlatá břevna. V levém, stříbrném poli je hnědý (červený) medvěd stojící směrem ke středu.

## Geografie

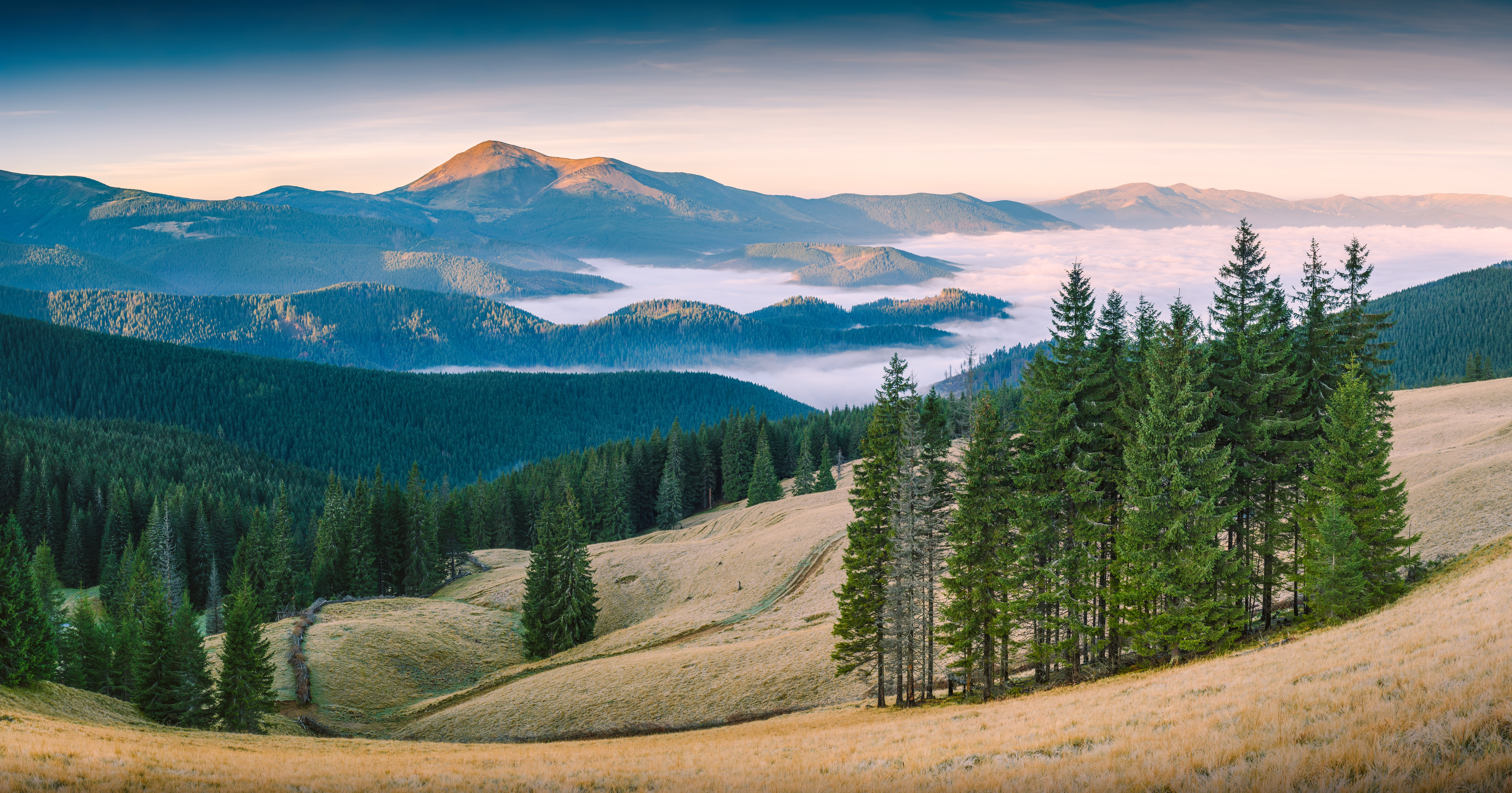
Karpatská biosférická rezervace

Oblast hraničí na západě se Slovenskem, na jihu s Maďarskem a Rumunskem, na severu krátce s Polskem a na severovýchodě s Lvovskou a Ivanofrankivskou oblastí Ukrajiny. Povrch se zvedá od Panonské nížiny na jihozápadě k vrcholkům Karpat na severovýchodě; na východní hranici oblasti se tyčí nejvyšší hora Ukrajiny Hoverla (2061 m). Nejvýznamnější řekou je Tisa, která pramení nedaleko Rachova a tvoří značnou část jižní hranice oblasti (s Rumunskem a Maďarskem). I další větší řeky – Uh (Už), Latorica, Rika, Terebla, Teresva (a ostatně celé území oblasti) patří do jejího povodí.

### Krajní body
Krajními body oblasti jsou na západě 9° 22'E, 48° 27'N 1,5 km od obce Solomonovo na hranici se Slovenskem. Na východě 24° 37'E, 4° 48'N na hřebeni Čornohora 12 km od vsi Luhy v Rachovském okresu. Na severu 22° 35'E, 49° 5'N; na jihu 24° 18'E, 47° 53'N. Geografický střed Zakarpatí se nachází v blízkosti hory Kuk ve Svaljavském okresu.

### Administrativní členění
Zakarpatská oblast se od svého vzniku (mimo přechodné změny v 60. letech) do r. 2020 dělila na 13 rajónů. Pět měst oblastního významu (viz níže) spravují městské rady podléhající přímo oblastní radě.

#### Nová administrativně-teritoriální struktura (od roku 2020)
V rámci reformy, která byla dokončena v létě 2020, získal kraj novou administrativně-územní strukturu. Základními jednotkami je 64 územních společenství. Na subregionální úrovni bylo vytvořeno 6 okresů. Mezi rysy reformy patří ztráta samostatného statutu měst regionálního významu zařazením do nově vzniklých rozšířených obvodů. Na druhé straně se postavení územních společenství zvýšilo rozšířením pravomocí, zdrojů a odpovědností.
|   | Název okresu   | Správní centrum okresu | Počet obyvatel k 1. 1. 2022 (tisíce) | Plocha (tisíc km²) | Hustota zalidnění obyv./km² |
| - | -------------- | ---------------------- | ------------------------------------ | ------------------ | --------------------------- |
| 1 | Okres Berehovo | Berehovo               | 206 696                              | 1,5                | 137,7                       |
| 2 | Okres Mukačevo | Mukačevo               | 251 145                              | 2,1                | 119,6                       |
| 3 | Okres Rachov   | Rachov                 | 82 034                               | 1,8                | 45,6                        |
| 4 | Okres Ťačiv    | Ťačiv                  | 183 756                              | 1,9                | 96,7                        |
| 5 | Okres Užhorod  | Užhorod                | 255 000                              | 2,4                | 106,2                       |
| 6 | Okres Chust    | Chust                  | 265 845                              | 3,2                | 83,1                        |

## Obyvatelstvo
K 1. únoru 2022 žilo v oblasti 1 243 700 obyvatel.
Oblast se vyznačuje nízkou mírou urbanizace: z 1,24 milionů osob žilo ve městech jen 463,4 tisíce lidí (37,2 %), zatímco na venkově až 781,1 tisíc lidí (62,7 %). Míra urbanizace v Zakarpatské oblasti je nejnižší na Ukrajině.
Počet obyvatel v oblasti postupně klesá, byť docházelo k pozvolnému nárůstu počtu obyvatel během druhé dekády 21. století. Tabulka níže představuje populační vývoj oblasti.
| 1990      | 1991      | 1995      | 2000      | 2005      | 2010      | 2015      | 2020      | 2022      |
| --------- | --------- | --------- | --------- | --------- | --------- | --------- | --------- | --------- |
| 1 258 100 | 1 265 900 | 1 288 100 | 1 263 900 | 1 245 500 | 1 244 800 | 1 259 600 | 1 253 800 | 1 244 500 |

Za rok 2021 se narodilo 12 631 živě narozených dětí, zemřelo však 18 448 lidí, z nichž 104 byly děti ve věku do jednoho roku. Na 100 zemřelých připadalo jen 68 živě narozených, což je nejlepší poměr na Ukrajině. Celkový úbytek obyvatel byl 5653 lidí, což představuje jednu z nejlepších hodnot v rámci celé Ukrajiny. Míra kojenecké úmrtnosti tehdy činila 8,2 ‰.
Podle výsledků sčítání lidu v roce 2001 žilo v oblasti 72,5 % Ukrajinců, 20,1 % Maďarů, 2,6 % Rumunů a 2,5 % Rusů.
81 % všech obyvatel považovalo ukrajinštinu za rodný jazyk, 12,7 % vyznačilo za svou rodnou řeč maďarštinu, 2,9 % považovalo za svou mateřštinu ruštinu a 2,6 % považovalo za svůj rodný jazyk rumunštinu.

### Města a obce

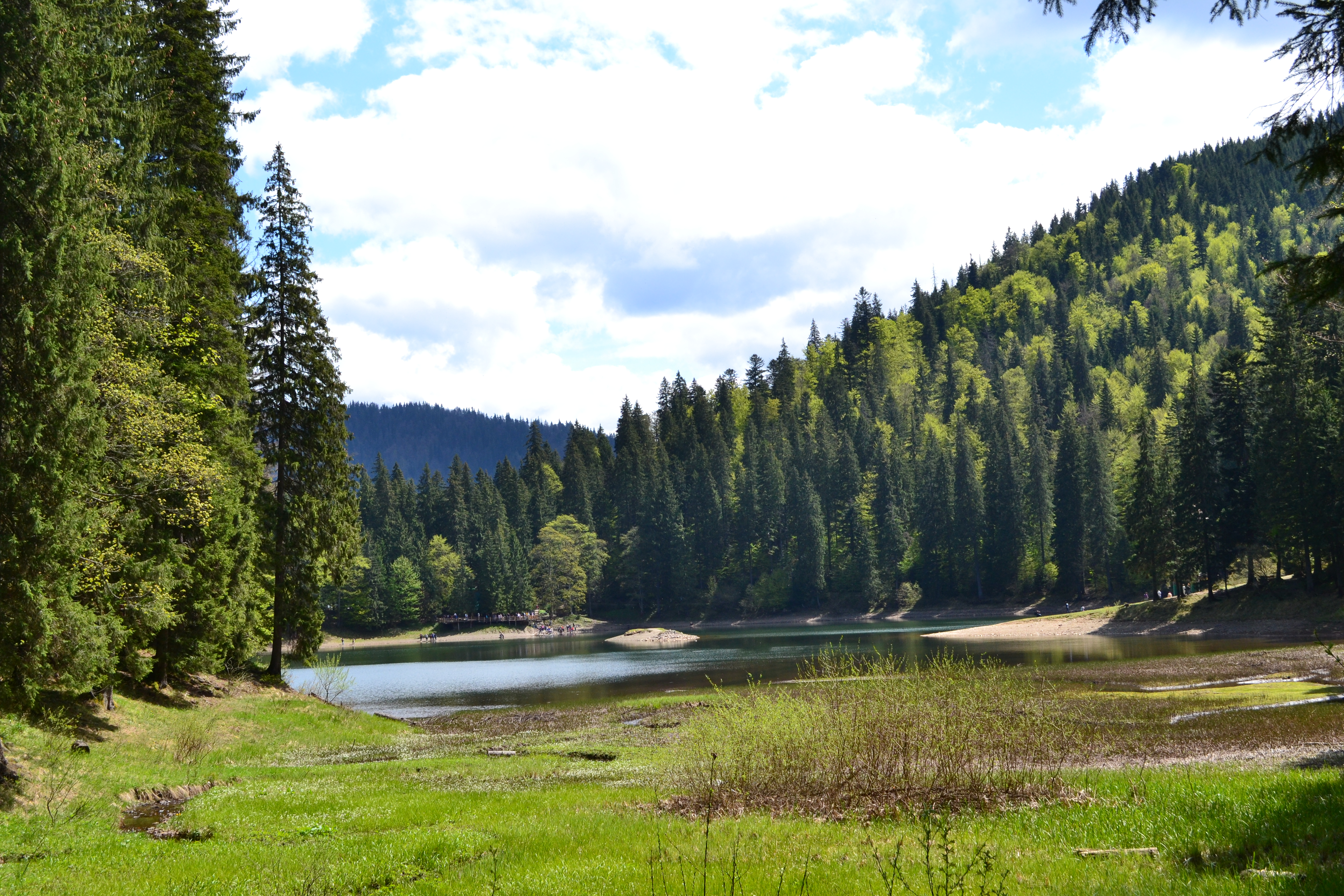
Jezero Siněvir

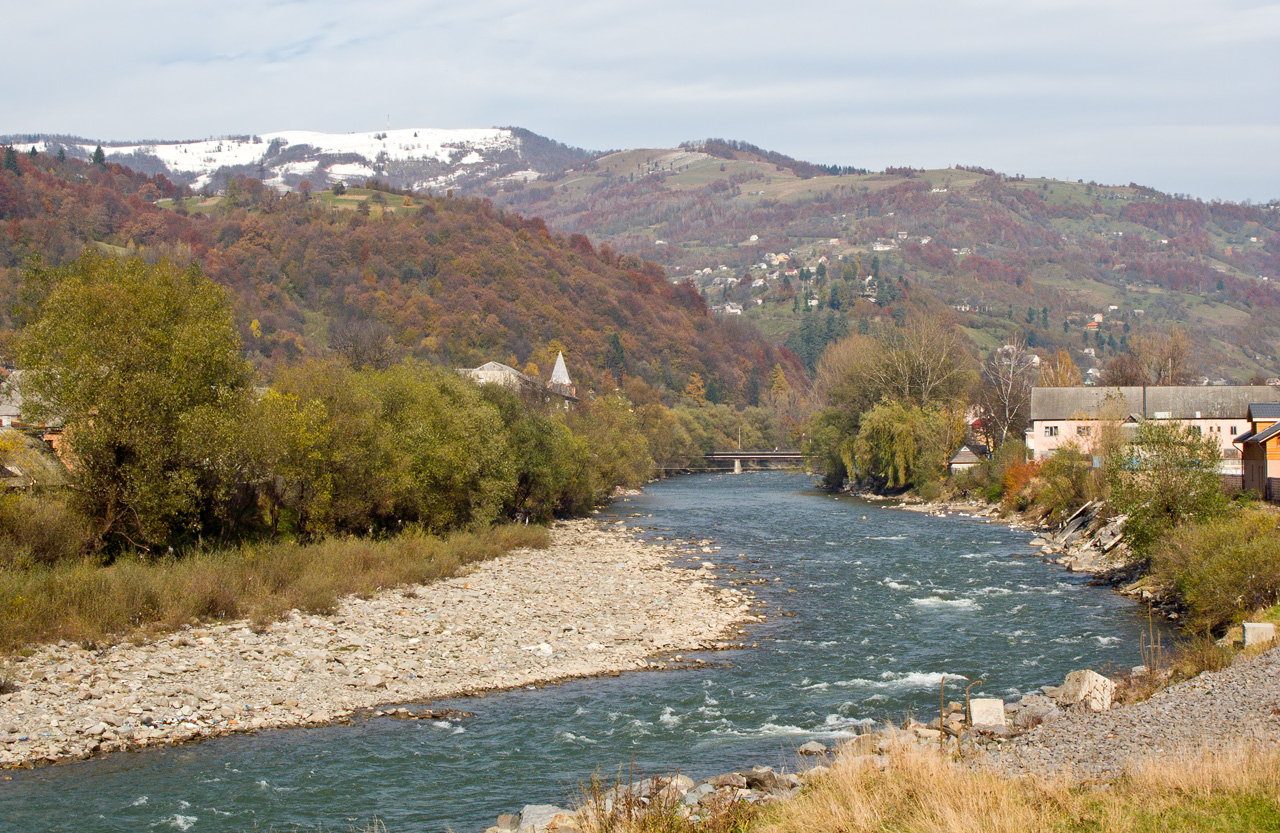
Město Rachov

Mapka oblasti s vyznačením původních rajónů a jejich sídel

V Zakarpatské oblasti je 11 měst, 19 sídel městského typu a 579 vesnic. Následující tabulka podává přehled všech měst a větších sídel městského typu (kurzívou). Vesnice nejsou v přehledu zahrnuty, i když některé mají více než 5000 obyvatel (např. Dovhe, Ilnica či Koločava) a byly v minulosti sídly městského typu).
| Město                      | Ukrajinské jméno                    | Ruské jméno       | Maďarské jméno | Rusínské jméno                               | Počet obyvatel k 1. 1. 2022 |
| -------------------------- | ----------------------------------- | ----------------- | -------------- | -------------------------------------------- | --------------------------- |
| Užhorod                    | Ужгород                             | Ужгород           | Ungvár         | Уґоград                                      | 115 449                     |
| Mukačevo                   | Мукачево (do r. 2017 – Мукачеве)    | Мукачево          | Munkács        | Мукачово                                     | 85 569                      |
| Chust                      | Хуст                                | Хуст              | Huszt          | Густ, Хуст                                   | 28 039                      |
| Vynohradiv                 | Виноградів                          | Виноградов        | Nagyszőlős     | Виноградово                                  | 25 317                      |
| Berehovo                   | Берегове                            | Берегово          | Beregszász     | Берегово                                     | 23 325                      |
| Svaljava                   | Свалява                             | Свалява           | Szolyva        | Свалява                                      | 17 068                      |
| Rachov                     | Рахів (Rachiv)                      | Рахов             | Rahó           | Рахово                                       | 15 536                      |
| Korolevo                   | Королево                            | Королёво          | Királyháza     | Королево                                     | 10 385                      |
| Dubove                     | Дубове                              | Дубовое           | Dombó          | Дубовоє                                      | 9 848                       |
| Mižhirja                   | Міжгір'я                            | Межгорье          | Ökörmező       | Межгорье (Волове, Волове Поле)               | 9 432                       |
| Iršava                     | Іршава                              | Иршава            | Ilosva         | Иршава                                       | 9 163                       |
| Velký Bočkov               | Великий Бичків (Velykyj Byčkiv)     | Великий Бычков    | Nagybocskó     | Великый Бычков (do roku 1944 Великый Бочков) | 9 114                       |
| Ťačiv                      | Тячів                               | Тячев             | Técső          | Тячово                                       | 8 887                       |
| Čop                        | Чоп                                 | Чоп               | Csap           | Чоп                                          | 8 626                       |
| Jasiňa                     | Ясіня                               | Ясиня             | Kőrösmező      | Ясѣня                                        | 8 565                       |
| Buštyno                    | Буштино                             | Буштына           | Bustyaháza     | Буштино                                      | 8 444                       |
| Solotvina (Slatinské Doly) | Солотвино                           | Солотвина         | Aknaszlatina   | Солотвино                                    | 8 391                       |
| Vyškovo                    | Вишково                             | Вышково           | Visk           | Вышково                                      | 8 193                       |
| Velký Berezný              | Великий Березний (Velykyj Bereznyj) | Великий Берёзный  | Nagyberezna    | Великий Березный                             | 7 713                       |
| Teresva                    | Тересва                             | Тересва           | Taracköz       | Тересва, či Терешва a Тересувка              | 7 480                       |
| Čynadijovo                 | Чинадійово                          | Чинадиево         | Szentmiklós    | Чинадьово                                    | 6 688                       |
| Perečín                    | Перечин                             | Перечин           | Perecseny      | Перечин                                      | 6 477                       |
| Volovec                    | Воловець                            | Воловец           | Volóc          | Воловець                                     | 4 961                       |
| Seredné                    | Середнє                             | Среднее           | Szerednye      | Середньое, či Сериднёво a Середнёе           | 4 361                       |
| Kolčyno                    | Кольчино                            | Кольчино          | Kölcsény       | Колчино                                      | 4 198                       |
| Kobylecka Poljana          | Кобилецька Поляна                   | Кобылецкая Поляна | Gyertyánliget  | Кобылецка Поляна                             | 3 480                       |
| Vylok                      | Вилок                               | Вилок             | Tiszaújlak     | Вилок                                        | 3 117                       |
| Baťovo                     | Батьово                             | Батёво            | Bátyú          | Батьово                                      | 2 914                       |
| Usť-Čorna                  | Усть-Чорна                          | Усть-Чорна        | Királymező     | Усть-Чорна                                   | 1 547                       |
| Ždenijevo                  | Жденієво                            | Ждениево          | Szarvasháza    | Жденьово                                     | 1 074                       |

## Doprava

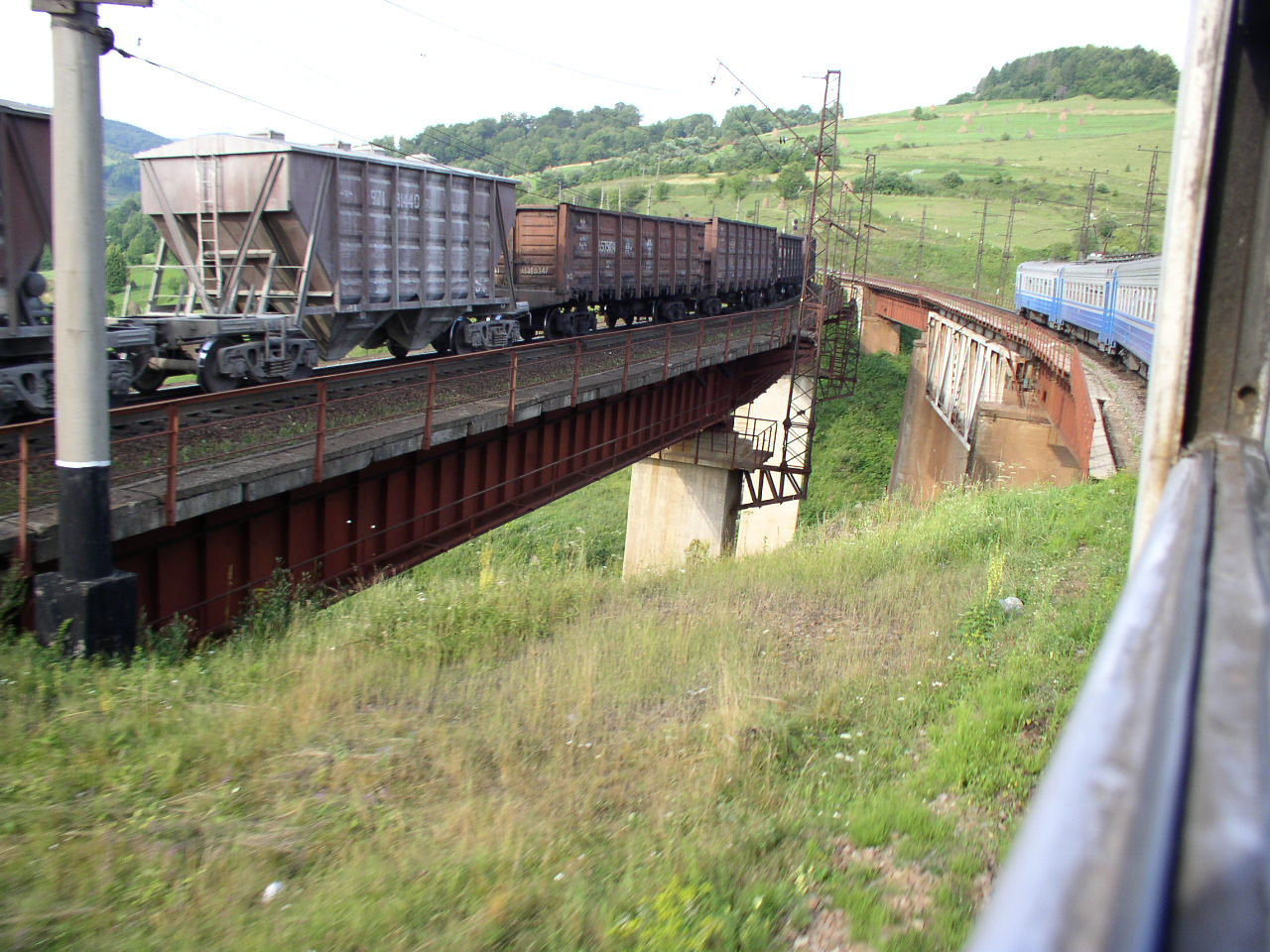
Doprava na hlavní trati v okolí Volovce

Přes Zakarpatskou oblast vstupuje na Ukrajinu několik důležitých silničních a železničních tahů ze střední Evropy.

### Železnice
Železniční síť Zakarpatí je určena jednak hornatým reliéfem, jednak někdejší příslušností k Uhrám, kdy byly tratě směrovány od Budapešti. Z toho důvodu například největší města Užhorod a Mukačevo nejsou železnicí spojeny přímo, ale značnou oklikou.
Hlavní magistrálou je elektrifikovaná dvoukolejná železniční trať Lvov – Stryj – Čop ze Lvova (Lvovská oblast) přes Volovecké sedlo a Mukačevo do Čopu, která je součástí 5. panevropského dopravního koridoru; z Čopu vedou frekventované hraniční přechody na Slovensko (Čierna nad Tisou) a do Maďarska (Záhony). Ukrajinské železnice zde provozují rychlíky do různých míst Ukrajiny, do Moskvy a několika středoevropských měst a je zde velmi silná nákladní doprava. Z Čopu vychází také trať do Užhorodu (kde jsou ukončeny některé rychlíky z vnitrozemí), pokračující údolím Uhu přes Perečín a Užocký průsmyk dále směrem na Lvov.
Další osou je jednokolejná neelektrifikovaná železniční trať Baťovo – Korolevo, na niž navazuje trať Korolevo – Chust – Teresva – Solotvina – Velký Bočkov (poslední není v provozu od r. 1995); úsek Teresva (obec) – Trebušany vede peáží přes rumunské město Sighetu Marmației, přičemž osobní a většinou i nákladní doprava je v peážním úseku v současnosti zastavena a osobní vlaky tak končí na jedné straně v Solotvině, na druhé v Rachově; úsek Rachov – Jasiňa – Ivanofrankivská oblast je tak izolovanější. V provozu jsou také odbočky z Koroleva do Nevetlenfolu s hraničním přechodem do rumunského Halmeu, z Baťova do maďarského Eperjeske, z Užhorodu do slovenských Maťovců (víz Železniční trať Užhorod – Haniska pri Košiciach) a úzkorozchodná trať v okolí Iršavy.

### Silnice
Síť hlavních silnic je podobná železniční, napojuje však i Mižhirjský okres, který železnici nemá. Mezinárodní silniční tahy se křižují v západní části oblasti, s uzly v Užhorodě a Mukačevu. Oblastí prochází evropská silnice E50 (z Košic přes Užhorod, Mukačevo a Latorku směrem na Stryj a Ternopil), s větví E471 do Lvova. V Užhorodě se napojuje E573 vedoucí přes Čop z Debrecína. Souběžně s E50 vede evropská silnice E58, která se v Mukačevu odpojuje spolu s evropskou silnicí E81 přes Berehovo a Vylok směr Rumunsko.
Meziměstské autobusové linky jezdí poměrně často a na východě oblasti jsou dostupnější a využívanější než železnice, která se uplatňuje spíše v okolí Užhorodu a Mukačeva. Existuje několik přímých autobusových linek spojujících Zakarpatí s Českem a Slovenskem přes hraniční přechod Užhorod/Vyšné Nemecké. V provozu je několik hraničních přechodů do Maďarska a od roku 2007 rovněž do Rumunska (v Solotvině). V Užhorodě je v provozu také menší letiště.
Zakarpatí je jedinou oblastí Ukrajiny a Užhorod jediným oblastním městem, kde není v provozu tramvajová ani trolejbusová síť. Městskou dopravu v posledních letech (po 2010) obstarávají hlavně maršrutky.

## Turistické zajímavosti
| - město Berehovo - hora Bliznica (1881 m n. m.) - polonina Boržava - město Čop - hora Pop Ivan (Čorna hora) (2020 m n. m.) - ves Trebušany (u Rachova) – údajný střed Evropy - městečko Dubove - Gent d'armes („zuby Bliznice“) - hora Hoverla (2061 m n. m.) - město Chust - město Iršava - městečko Jasiňa - vesnice Koločava - horský hřeben Polonina Krásná - vesnice Krásná - hora Kremenec (1222 m n. m.) - vesnice Kvasy - obec Lazeščyna | - bunkry Linie Arpád - Lipovecké jezero - ves Malý Berezný - městečko Mižhirja (dříve Volové) - město Mukačevo - hora Nehrovec (1707 m n. m.) - ves Německá Mokrá (dříve Komsomolsk) - jezírko Ozirce - hora Petros (2020 m n. m.) - vesnice Pylypec - polonina Piskoňa - osada Podobovec - vesnice Poljana - sedlo Pryslip - město Rachov - ves Ruská Mokrá - vesnice Siněvir - osada Siněvirská Poljana | - jezero Siněvir - městečko Solotvina (též Slatinské Doly) - prales Stužica - hora Stoh (1650 m n. m.) - hora Stij (1681 m n. m.) - hora Strimba (1719 m n. m.) - polonina Svidovec - městečko Svaljava - hora Šešul (1688 m n. m.) - vodopád Šipot - město Ťačiv - vesnice Usť-Čorna - město Užhorod - ves Užok a Užocký průsmyk - hora Velykyj verch (1598 m n. m.) - městečko Velký Berezný - vesnice Vilchovycja - město Vynohradiv (dříve Sevluš) - městečko Volovec |